# Дгебуадзе, Александр Иванович
Александр Иванович Дгебуадзе (груз. ალექსანდრე ივანეს ძე დგებუაძე; 1882 — 10 октября 1937) — грузинский политик и военный деятель, член Учредительного собрания Грузии.

## Биография
Из крестьян. Переехав в Батуми, устроился рабочим на фабрику.
Член Российской социал-демократической рабочей партии с 1900 года. Один из руководителей социал-демократической организации Батуми.
С 1905 года примыкал к фракции меньшевиков.
В декабре 1917 года был одним из основателей и организаторов вооружённых сил независимой Грузии (далее — Национальная гвардия); избран членом Генерального штаба Национальной гвардии; принимал непосредственное участие в боевых действиях.
В 1917 году был избран членом Национального совета Грузии, в 1918 году — членом парламента Демократической Республики Грузия. 12 марта 1919 года — членом Учредительного собрания Республики Грузия по списку Социал-демократической партии Грузии, член военной комиссии.
Во время советизации Грузии в 1921 году участвовал в боевых действиях против Красной армии; был дважды ранен. После поражения националистов остался в Грузии и включился в движение сопротивления.
13 июля 1921 года в Плехановском рабочем клубе в Надзаладеви  Александр Джебуадзе и Исидор Рамишвили выступили с речами в ответ на выступление Иосифа Сталина. Дискуссия превратилась в антисоветскую демонстрацию и словесные оскорбления в адрес Сталина. В ту же ночь Дгебуадзе был арестован и препровождён в Метехи.
16 декабря 1922 года Александр Дгебуадзе вместе с 52 другими политзаключёнными был доставлен в Москву, 12 января 1923 года по решению комиссии МВД СССР отправлен в Архангельский лагерь.
15 января 1926 года мера пресечения была изменена на поселение в Воронеже на три года. Жил на Набережной улице, работал слесарем.
Арестован 12 января 1937 года. Было предъявлено обвинение по статье 58-10. 21 декабря 1936 года осуждён тройкой УНКВД по Воронежской области на 5 лет ИТЛ.